# 新拉文斯堡魏爾湖

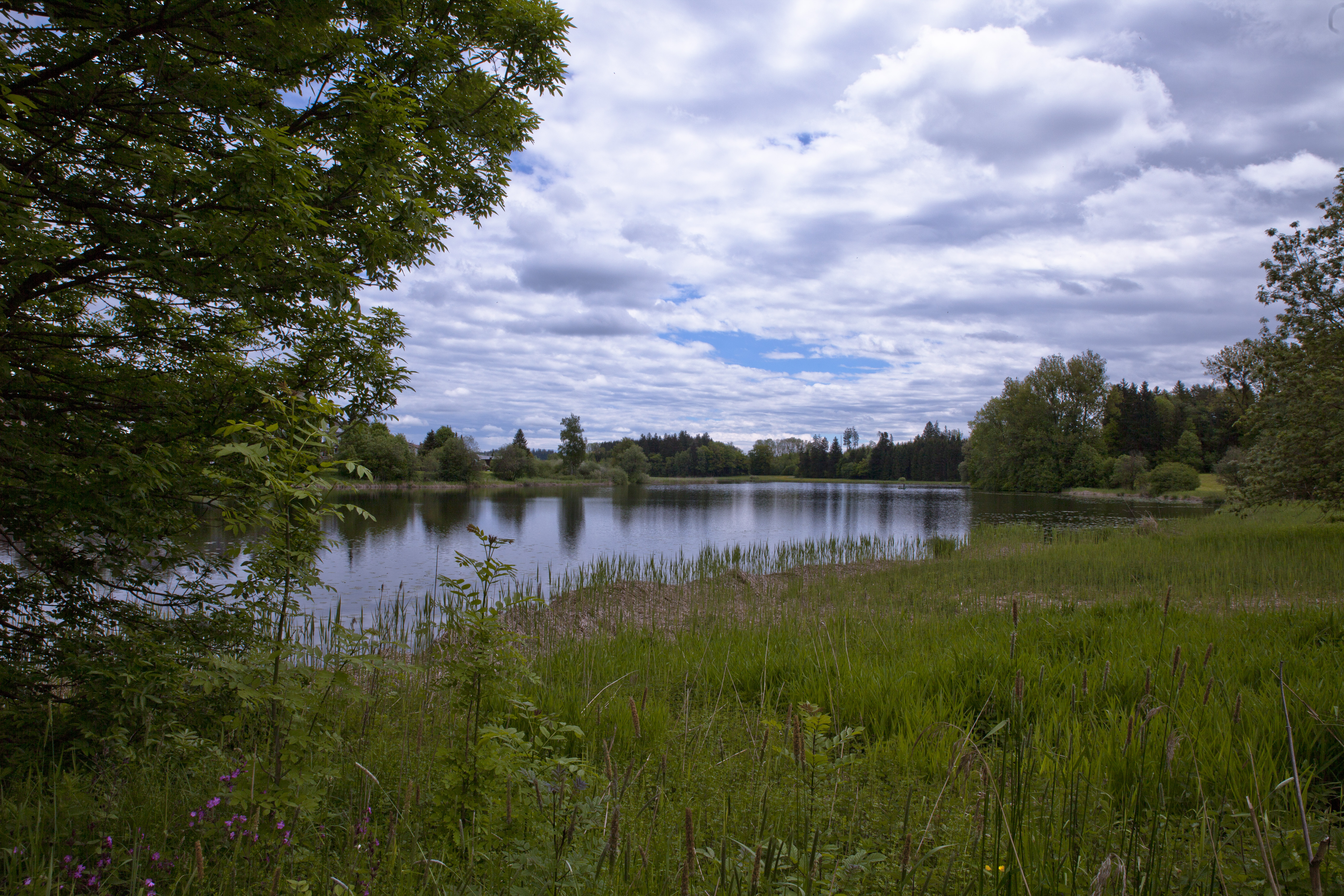

47°37′52″N 9°45′28″E / 47.63111°N 9.75778°E
新拉文斯堡魏爾湖（德語：Neuravensburger Weiher）是德國巴登-符騰堡州拉芬斯堡县阿爾高地區旺根境内的一座湖泊，位於德國西南部，面積0.1平方公里，海拔高度522米，平均水深1.8米，最大水深4.1米，水體容量17.8萬立方米。

## 位置和大小
新拉文斯堡魏爾湖是一座约1200年左右人工造成的小湖，它在阿爾高地區旺根西南约8.6千米处，位于市区新拉芬斯堡的南部，海拔高度为522米。今天它阿爾高地區旺根。
新拉文斯堡魏爾湖面积9.8公顷，长120至280米之间，宽280米。平均深度为1.8米（最高深度为4.1米），总纳水量为17.8万立方米。湖的周长为1850米。
新拉文斯堡魏爾湖的流域面积488公顷，其中15%是林地，75%是农业用地。小溪穆斯巴赫河从南西南方注入新拉文斯堡魏爾湖，然后贯穿小湖，以维森巴赫河为名流出，随后不久注入上阿根河。此外从东北方还有一条小溪流入。所有这些水域都属于莱茵河流域。

## 生态
| 年                                | 1997年* | 1998年* | 2003年 | 2007年 | 2008年 |
| 总PO4-磷（微克/升）               | 106     | 154     | 191    | 144    | 151    |
| 叶绿素（微克/升）                 | 31      | 47      | 56     | 51     | 58     |
| 叶绿素最高值（微克/升）           | 98      | 99      | 150    | 118    | 141    |
| 总无机氮（毫克/升）               | 1,08    | 0,65    | 0,70   | 1,02   | 0,95   |
| 可见深度（米）                    | 1,3     | 1,0     | 1,4    | 0,8    | 1,4    |
| * =没有做深水测量，数值为年平均值 |         |         |        |        |        |

| 年                                                          | 1997年* | 2003年* | 2007年 |
| 总PO4-磷'（微克/升）                                        | 301     | 388     | 481    |
| 硝酸盐-氮（毫克/升）                                        | 7,26    | 6,31    | 8,76   |
| 总无机氮（毫克/升）                                         | 7,49    | 7,26    | 8,98   |
| * = 1997年和2003年测量了两个注入水源，2007测量了4个注入水源 |         |         |        |

加上从空气里进入湖水的物质（约3.8千克）1997年一共有203千克磷进入湖水。

## 自然保护区
新拉文斯堡魏爾湖位于同名的自然保护区内。在欧洲受保护的鸟类在这里栖息和繁殖，此外这里还有稀有和受威胁的植物生存。

## 捕鱼
新拉芬斯堡钓鱼俱乐部租有在新拉文斯堡魏爾湖钓鱼的权利。湖内的鱼有鲈鱼、鲇鱼、狗鱼、鲤鱼、丁鱥、红眼鱼、湖擬鯉和鲫鱼。